# 소켓 3

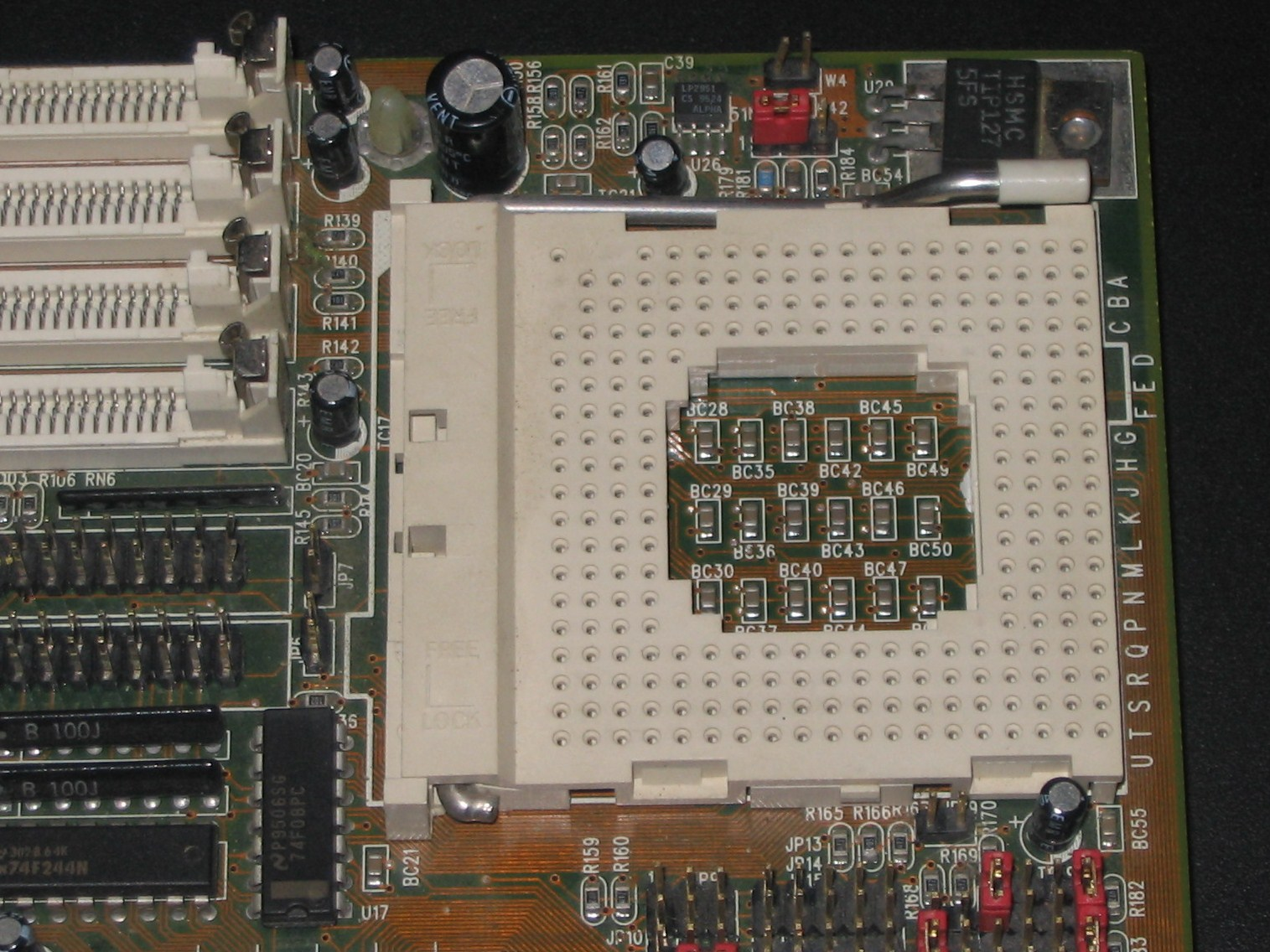
소켓 3

소켓 3(Socket 3)은 다양한 x86 마이크로프로세서용 CPU 소켓 시리즈였다. 이는 때때로 487과 같은 수학 보조 프로세서 칩용으로 설계된 보조 소켓과 함께 발견되었다. 소켓 3은 인텔이 저전압 마이크로프로세서를 개발한 결과 탄생했다. 소켓 2로 업그레이드하여 핀 레이아웃을 재정렬했다. 소켓 3은 168핀 소켓 CPU와 호환된다.
소켓 3은 237핀 LIF 또는 ZIF 19×19 핀 그리드 배열(PGA) 소켓이었다. 이는 3.3V 및 5V, 25–50MHz Intel 486 SX, 486 DX, 486 DX2, 486 DX4, 486 OverDrive 및 Pentium OverDrive 프로세서는 물론 AMD Am486, Am5x86 및 Cyrix Cx5x86 프로세서에도 적합했다.

## 같이 보기
- 인텔 마이크로프로세서 목록
- AMD 마이크로프로세서 목록